# Уэмура, Харуки
Харуки Уэмура (яп. 上村 春樹 Уэмура Харуки, 14 февраля 1951 года, посёлок Огава, уезд Симомасики (ныне город Уки), префектура Кумамото, Япония) — японский дзюдоист, чемпион Олимпийских игр, чемпион мира, многократный чемпион и призёр чемпионатов Японии по дзюдо. Обладатель 9-го дана Кодокан.

## Биография
Родился в Огаве в 1951 году. В детстве был полным и слабым ребёнком, бегавшим 100 метров за 20 секунд и не умевшим подтянуться хотя бы один раз. Начал заниматься дзюдо в школе, в 1968 году сумел выиграть национальный чемпионат среди старшеклассников и благодаря этому был зачислен в Университет Мэйдзи, где продолжил занятия. На чемпионате университета проиграл в первой же схватке и решил вернуться в Кумамото, но по настоянию тренера Акио Каминаги, остался в университете и к четвёртому году обучения начал выигрывать все японские соревнования среди студентов. В 1972 году Харуки Уэмура стал чемпионом мира среди студентов. В 1973 году борец выиграл чемпионат Японии в абсолютной категории и остался вторым на чемпионате мира, проиграв в финале Кадзухиро Ниномии. Удачным для спортсмена стал 1975 год, когда он победил на чемпионате Японии в двух категориях и завоевал звание чемпиона мира, на этот раз выиграв в финале у Кадзухиро Ниномии.
Перед Олимпийскими играми 1976 года отбор в японскую команду осуществлялся по результатам чемпионата Японии и на место в категории претендовал снова Кадзухиро Ниномия. Но он сбросил вес, перейдя в категорию до 93 килограммов, и Японию в абсолютной категории представлял Харуки Уэмура. В его категории боролись 23 дзюдоиста.
Борец, победивший во всех схватках группы выходил в финал, где встречался с победившим борцом из другой группы. В «утешительных» схватках встречались те борцы, которые проиграли победителю группы: так, проигравший борец «Б» в первой схватке борцу «А», во второй схватке (при условии, что борец «А» свою вторую схватку выиграл) боролся с проигравшим борцу «А», и если выигрывал, то продолжал участвовать в турнире до тех пор, пока борец «А» не проигрывал. Победители в утешительных схватках получали бронзовые медали.
В первой схватке японский дзюдоист победил Пак Чжон Гиля (Северная Корея), во второй Жан-Люка Руже (Франция). В третьей схватке Уэмура встречался с ещё одним фаворитом состязаний Шотой Чочишвили и выиграл у него только по решению судей. В финале Харуки Уэмура встретился с Китом Ремфри, 193-сантиметровым и 114-килограммовым гигантом из Великобритании. Японский борец был меньше, но гораздо быстрее, и на шестой минуте провёл зацеп изнутри (о-ути-гари) и перешёл на удержание со стороны головы (кудзури-ками-сихо-гатамэ). Одержав чистую победу, получил звание олимпийского чемпиона.
Выступал после олимпийских игр в течение четырёх лет и оставил большой спорт, перейдя на тренерскую работу. Тренировал в своём родном клубе при компании Asahi Kasei, а также был тренером сборной Японии. Кроме того, в течение долгих лет был комментатором чемпионатов Японии по дзюдо, транслируемых на NHK. В 2007 году был назначен одним из директоров Международной федерации дзюдо. С 31 марта 2009 года являлся Председателем Всеяпонской федерации дзюдо. С сентября 2009 года являлся директором Кодокана, пятым по счёту и первым директором не-родственником Дзигоро Кано.
В январе 2013 года в связи с заявлением японских спортсменок-дзюдоисток о издевательствах и избиениям в тренировочном лагере, развёрнутом накануне Олимпиады в Лондоне, подал в отставку с поста директора Международной федерации дзюдо. 21 августа 2013 года подал в отставку и с поста Председателя Всеяпонской федерации дзюдо в связи с выявившимися финансовыми злоупотреблениями в федерации, и несмотря на то, что большинство злоупотреблений пришлось на период, когда у руля федерации стоял Кадзуо Ёсимура, Харуки Уэмура принял ответственность на себя.
На настоящий момент остаётся директором Кодокана и пенсионером Международной федерации дзюдо.